# Annales Bryologici
Annales Bryologici (abreviado Ann. Bryol.) fue una revista científica con ilustraciones y descripciones botánicas que fue publicada en La Haya desde 1928 hasta 1939, con el nombre de Annales Bryologici; a Yearbook Devoted to the Study of Mosses and Hepatics. Se publicó un suplemento con 4 números en 1930-34.